# 遠藤哲司
遠藤 哲司（えんどう てつじ、1964年3月5日 - ）は、日本の俳優、声優。東京都出身。ALBA所属。
身長176cm。体重65kg。血液型はA型。
文学座附属演劇研究所卒。かつては円谷プロダクション芸能部、ZAI OFFICEに所属していた。

## 出演

### 映画
- 青い山脈'88（1988年、松竹）
- 日本一短い「母」への手紙（1995年、東映）

### テレビ
- オトナヘノベル 10代の体験をドラマに「ブラックバイト〜あなたは大丈夫?〜」（2015年、NHK）
- 最終警告!たけしの本当は怖い家庭の医学（テレビ朝日）
- Dのゲキジョー 〜運命のジャッジ〜（フジテレビ）
- めちゃ×2イケてるッ!（フジテレビ）

### ドラマ
- 日曜劇場（TBS）
  - 「再会」（1987年）
- 火曜サスペンス劇場（日本テレビ）
  - 「グルメを料理する十の方法」（1987年）
- あきれた刑事（1987年、日本テレビ）
- 夏樹静子トラベルサスペンス（テレビ東京）
  - 「復讐の滑走路灯」（1988年）
- お父さん入門（1988年、NHK）
- 黄昏の赫いきらめき（1989年、NHK）
- ザ・刑事（1990年、テレビ朝日）
- 三婆'91（1991年、テレビ東京）
- 代表取締役刑事（1991年、テレビ朝日）
- 世にも奇妙な物語 冬の特別編（1991年、フジテレビ）
- 恋のStep Up!（1992年、TBS）
- 土曜ワイド劇場（テレビ朝日）
  - 「美人殺しシリーズ13」（1992年）
  - 「殺人設計図を書く女 湯けむり指宿温泉 殺意の記念碑 解けた! 電話トリックの謎」（1993年）
  - 「スペシャリスト2」（2014年）
- 特捜エクシードラフト（1992年、テレビ朝日） - 安川アツオ 役
- 電光超人グリッドマン（1993年、TBS） - 警官 役
- 天晴れ夜十郎（1996年、NHK） - 勝之進 役
- 初春ドラマスペシャル『放浪記』〜男なんて何さ!人生は七転び八起き〜（1997年、テレビ東京）
- 大河ドラマ（NHK）
  - 徳川慶喜（1998年）
  - 龍馬伝（2010年）
- はぐれ刑事純情派14（2001年、テレビ朝日）
- 相棒（テレビ朝日）
  - （2002年） - 警官 役
  - （2005年） - 記者 役

### オリジナルビデオ
- 銀河英雄伝説（1988年、アニメ作品） - 声の出演：ボーリィ 役
- 永井豪のこわいゾーン2 戦鬼（1990年）

### 舞台
- ATOM-風を見た日の物語-
- ホワイトローズ